# Angestellte Schweiz
Angestellte Schweiz ist eine Arbeitnehmenden-Organisation mit Sitz in Olten. Seit 1918 ist sie die Stimme der Angestellten aus dem Mittelstand. Angestellte Schweiz ist eine Arbeitnehmerorganisation, die vor allem in den Branchen Maschinen-, Elektro- und Metallindustrie (MEM) sowie Chemie- und Pharmaindustrie stark ist. Der in der Rechtsform eines Vereins organisierte Angestelltenverband zählt 11'747 Mitglieder und 48 Mitgliederorganisationen (Stand Ende 2022).
Der Verband setzt sich nach eigenen Angaben mit dem Claim «beweglich, verlässlich, hilfreich» dafür ein, die neuen Arbeitswelten zum Wohl von Gesellschaft und Wirtschaft zu gestalten. Das bedeute, gute Arbeitsbedingungen, faire Löhne und sichere Arbeitsplätze. Angestellte Schweiz stellt Lohnforderungen, bildet Arbeitnehmervertreter für die Lohnverhandlungen in den Unternehmen aus und stellt ihnen ein Lohnargumentarium zur Verfügung. Mit Weiterbildungsangeboten ermögliche der Verband den Mitgliedern, ihre Arbeitsmarktfähigkeit zu erhalten und Skills für die modernen Arbeitswelten zu erwerben. Angestellte Schweiz ist Vertragspartei bei Gesamtarbeitsverträgen (z. B. in der MEM-Industrie, dem Personalverleih oder der Bodenbelagsbranche) sowie Sozialpartner in Unternehmen. Redaktionelle Beiträge auf der Homepage in drei Sprachen (d/f/e) zeigen aktuelle Trends aus der Arbeitswelt auf und beantworten arbeitsrechtliche Fragen. Angestellte Schweiz bietet zudem Rechtsberatungen an.
Angestellte Schweiz und seine Vorgängerorganisationen leisteten wesentliche Beiträge zum Erhalt des Arbeitsfriedens, zur Gründung der Sozialversicherungen, zu einem Gesamtarbeitsvertrag in der MEM-Industrie, der auch die Angestellten miteinschloss, zur Besserstellung des Mittelstands und zur Verankerung des Nachhaltigkeitsprinzips in der Sozialpartnerschaft und auf Arbeitnehmendenseite.